# Kappa 77 KP 2U-SOVA
Kappa 77 KP-2U Sova, kasneje Jihlavan KP-2U Skyleader, v zadnjem času Jihlavan Skyleader je dvosedežno ultralahko športno letalo češkega proizvajalca Jilhavan (kasneje Skyleader). Sova je grajena večinoma iz aluminija, ima nizko nameščeno kantilever krilo in pristajalno podvozje tipa tricikel. 
Standardni motor je 80 konjski Rotax 912UL, na voljo so tudi motorji Rotax 912S, Rotax 914, Jabiru 2200 ali Jabiru 3300

## Specifikacije (KP-2U Sova)
Podatki iz Jane's All The World's Aircraft 2003–2004
Splošne karakteristike
- Posadka: 1 pilot
- Število sedežev: 1 potnik
- Dolžina: 7,17 m (23 ft 6¾ in)
- Razpon kril: 9,90 m (32 ft 5¾ in)
- Višina: 2,60 m (8 ft 6¼ in)
- Površina kril: 11,85 m² (127,6 ft²)
- Aeroprofil: NASA GA(W)-1 (koren) and GA(W)-2 (konica)
- Teža praznega letala: 285 kg (628 lb)
- Maks. vzletna teža: 450 kg (990 lb)
- Pogon letala: 1 ×  4-valjn 4-taktni protibatni motor Rotax 912UL, 59,6 kW (80 KM)

 Zmogljivost 
- Maks. hitrost: 240 km/h (129 vozlov, 149 mph)
- Potovalna hitrost: 200 km/h (108 vozlov, 124 mph)
- Hitrost porušitve vzgona: 48 km/h (26 vozlov, 30 mph)
- Doseg: 960 km (518 nmi, 596 milj)
- Hitrost vzpenjanja: 6,5 m/s (1279 ft/min)